# Porcellionides glaber
Porcellionides glaber är en kräftdjursart som först beskrevs av Koch 1856.  Porcellionides glaber ingår i släktet Porcellionides och familjen Porcellionidae. Inga underarter finns listade i Catalogue of Life.